# Kel-Tec
Kel-Tec CNC Industries Inc. é uma desenvolvedor e fabricante de armas de fogo dos Americana. Fundada em 1991 e baseada em Cocoa, Flórida, a empresa fabricou armas de fogo desde 1995, começando com pistolas semiautomáticas  e expandindo para fuzil e depois espingarda. Kel-Tec é uma corporação privada da Florida. George Kellgren é o proprietário e o engenheiro-chefe. Ele é um designer da Suécia que também desenhou muitas armas de fogo da marca Husqvarna, a Sueca Interdynamics AB (na Suécia), Intratec e [Grendel Inc.|Grendel]]. A empresa vem desenvolvendo e fabricando uma grande variedade de armas de fogo, desde armas de mão automáticas, como pistolas à fuzis automáticos e espingardas.

## Produtos
Kel-Tec divide sua linha de produtos em três categorias principais: pistolas, espingardas e rfuzis.

### Pistolas
- Kel-Tec P-17
- Kel-Tec CP-33
- Kel-Tec P-11
- Kel-Tec PF-9
- Kel-Tec P-32
- Kel-Tec P-3AT
- Kel-Tec PLR-16
- Kel-Tec PLR-22
- Kel-Tec PMR-30
- Kel-Tec PR-57

### Espingardas
- Kel-Tec KSG

### Fuzis
- Kel-Tec SUB-2000
- Kel-Tec SU-16
- Kel-Tec SU-22
- Kel-Tec RFB
- Kel-Tec CMR-30
- Kel-Tec RDB[3]

## Galeria

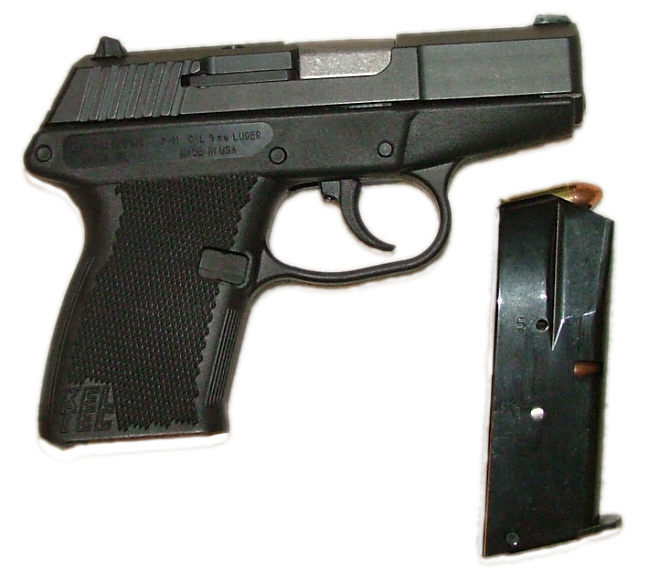
P-11 9 mm com carregador cheio
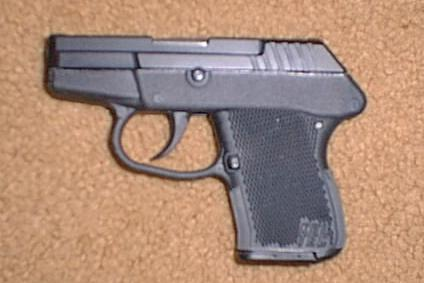
P-32 .32 ACP
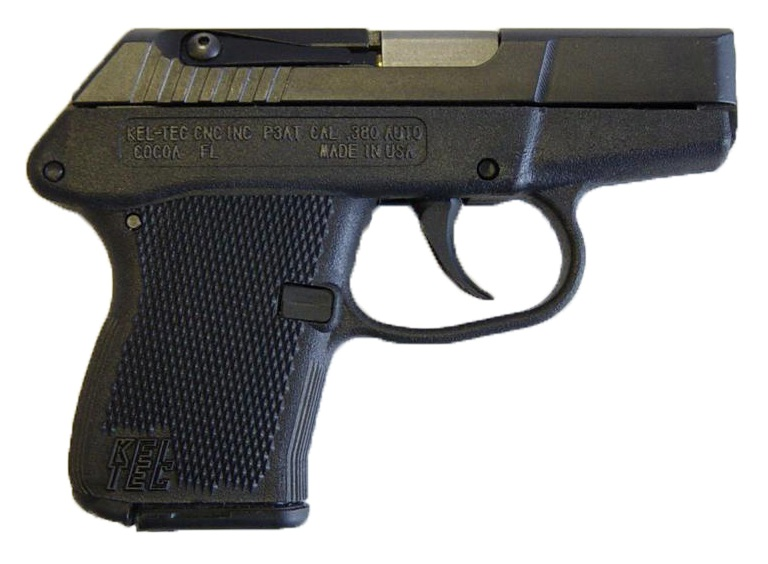
P-3AT .380 ACP
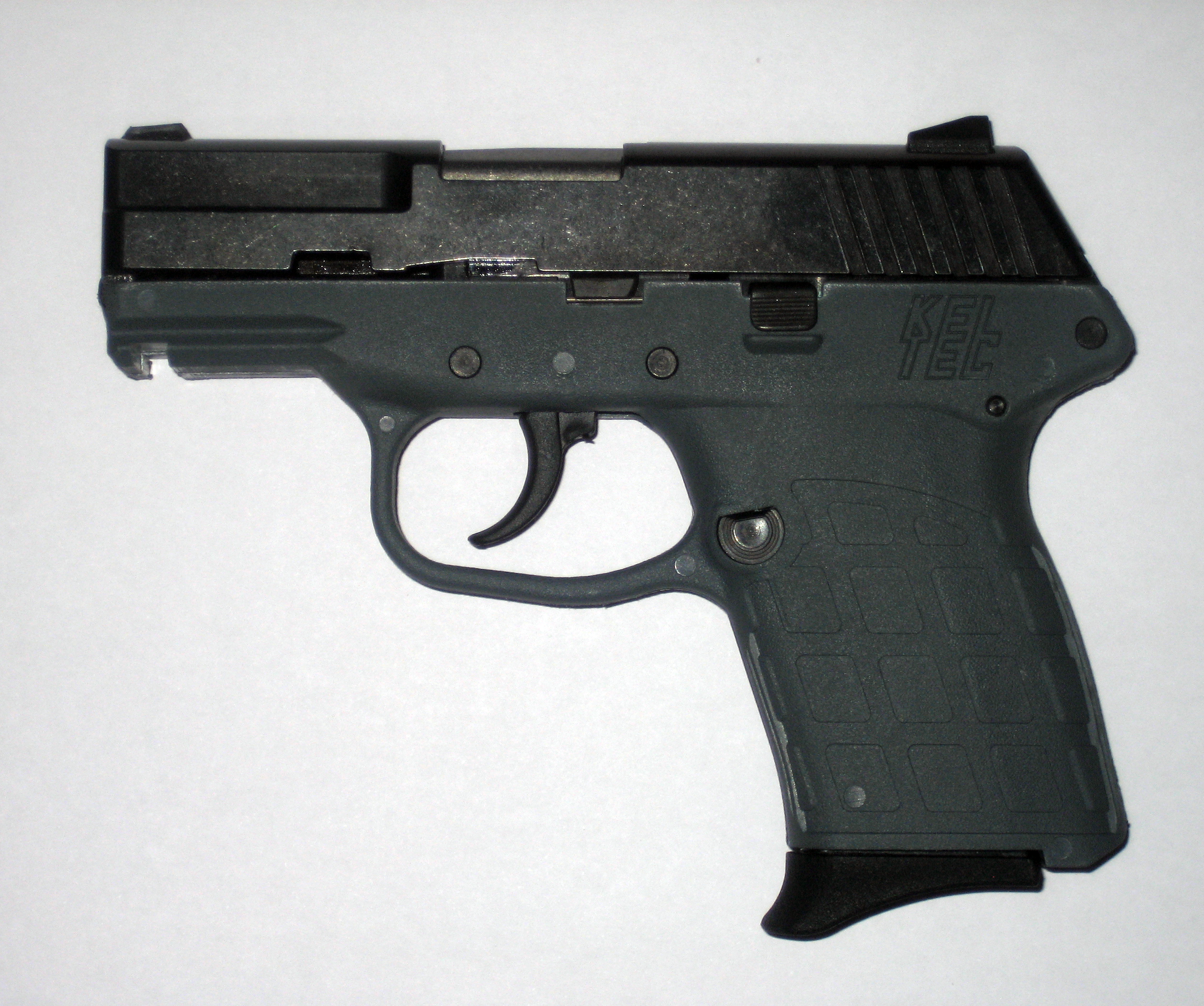
PF-9 9mm acabamento azulado com aperto cinza
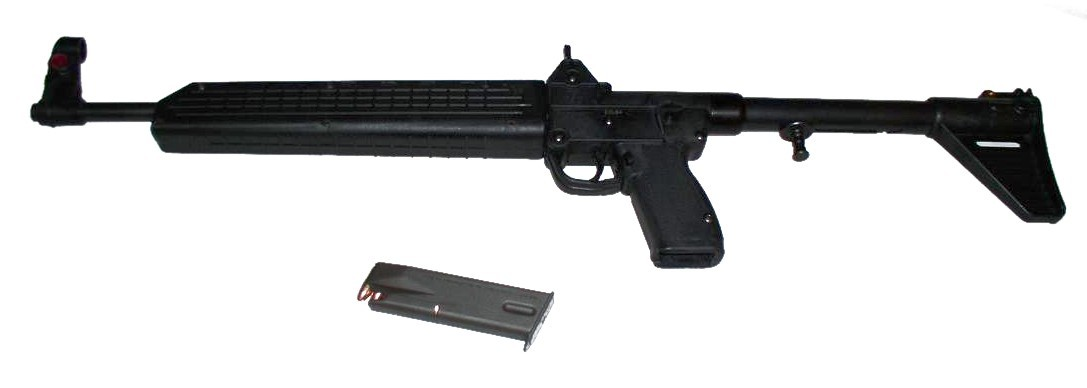
SUB-2000 9 mm com carregador Beretta de 15-rodadas
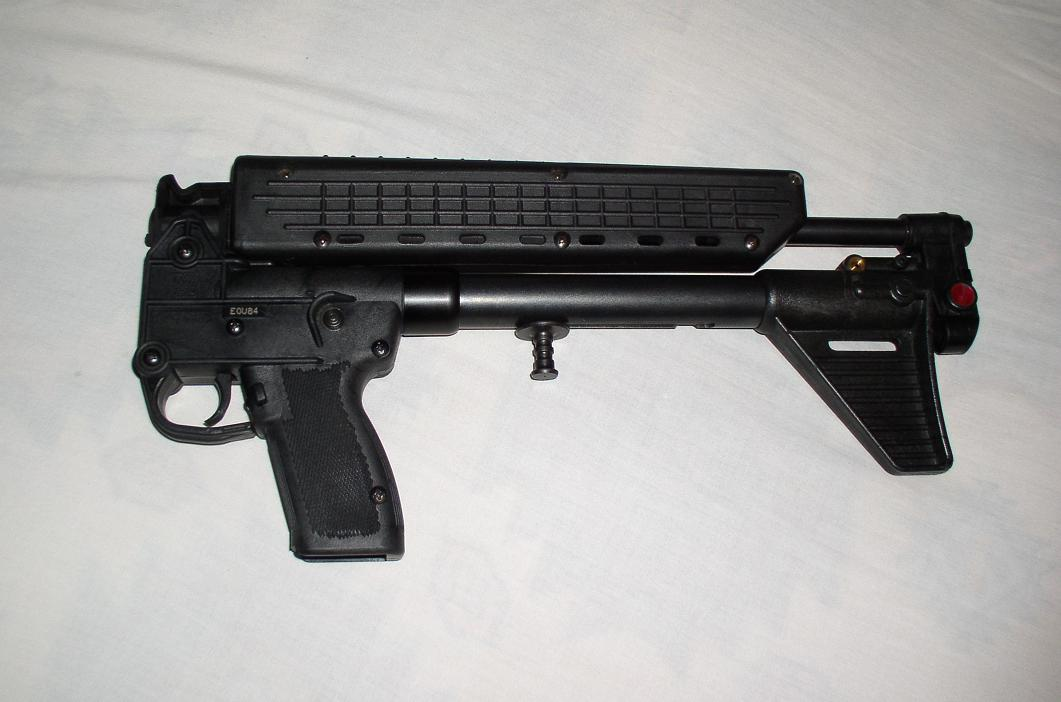
SUB-2000 9 mm, guardada
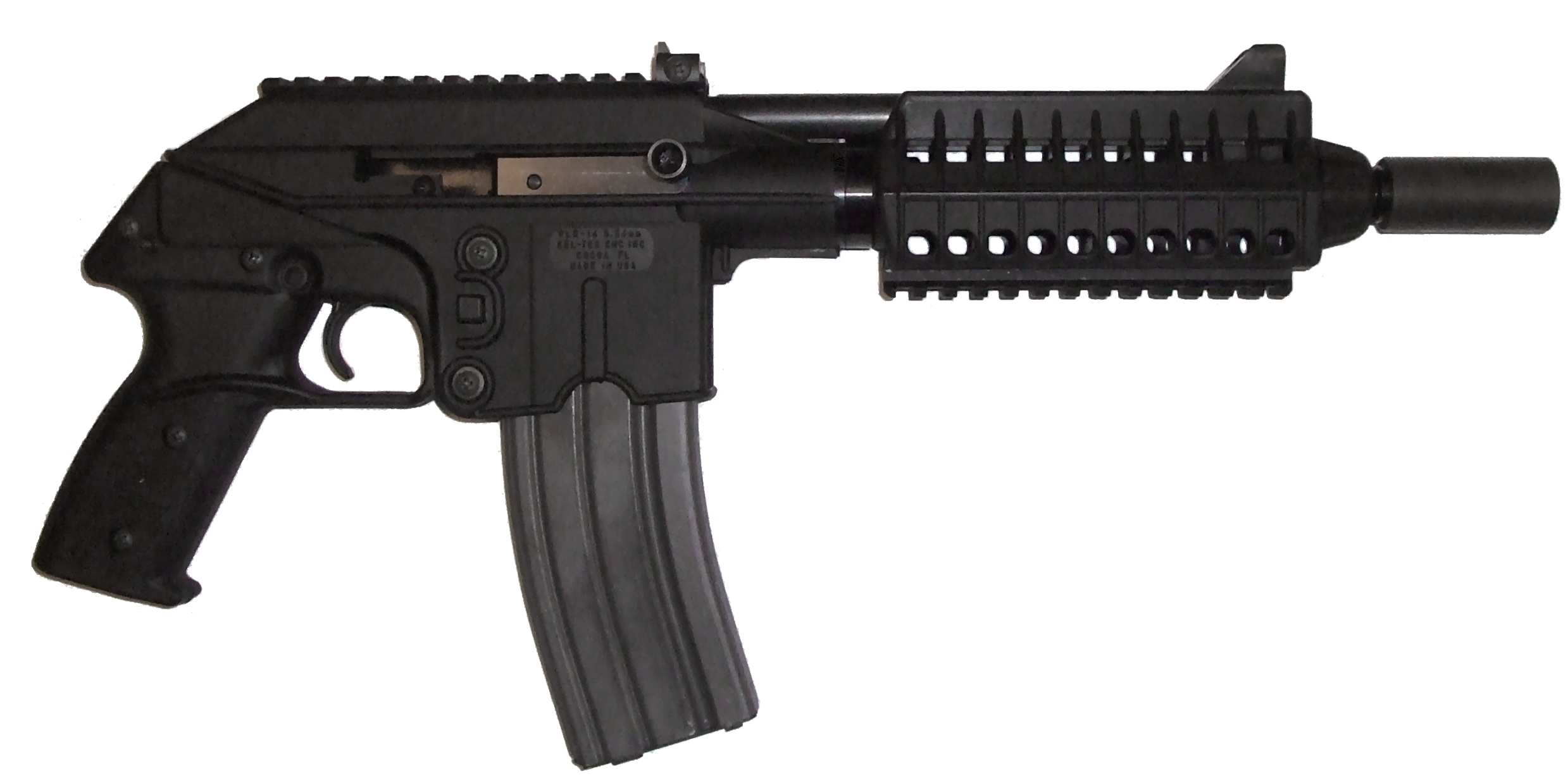
PLR-16 5.56×45mm com forend compacto e Levang linear compensador de retrocesso
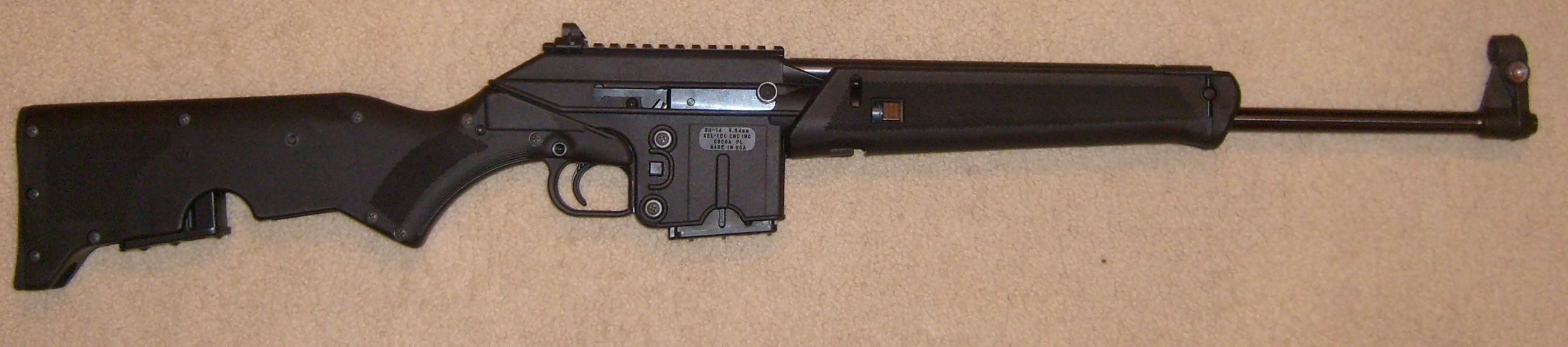
SU-16A 5.56×45mm
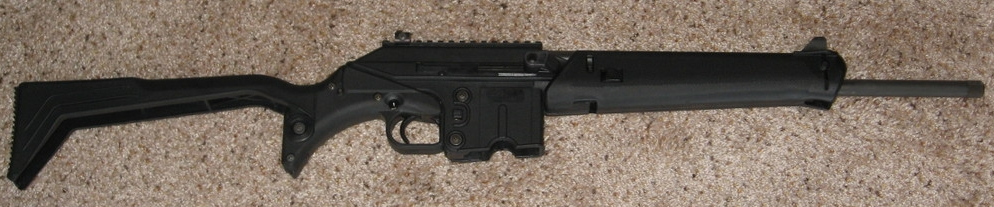
SU-16C 5.56×45mm, com estoque em posição fixa
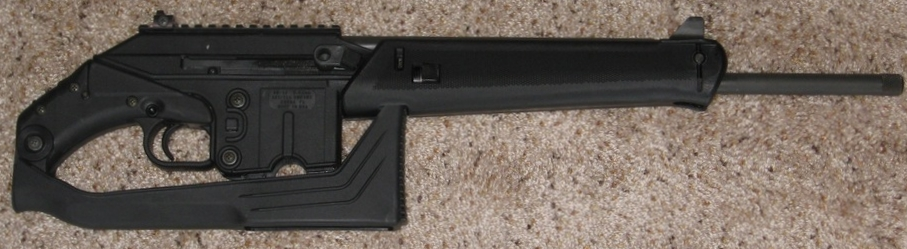
SU-16C 5.56×45mm, com estoque em posição dobrada
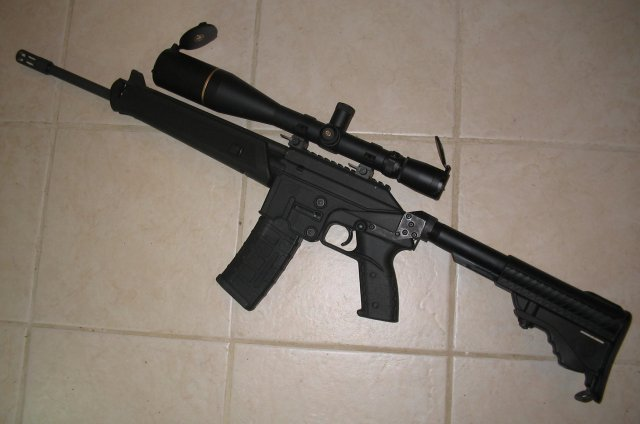
SU-16C 5.56×45mm, com estoque desmontável pós-mercado, punho de pistola e visão telescópica
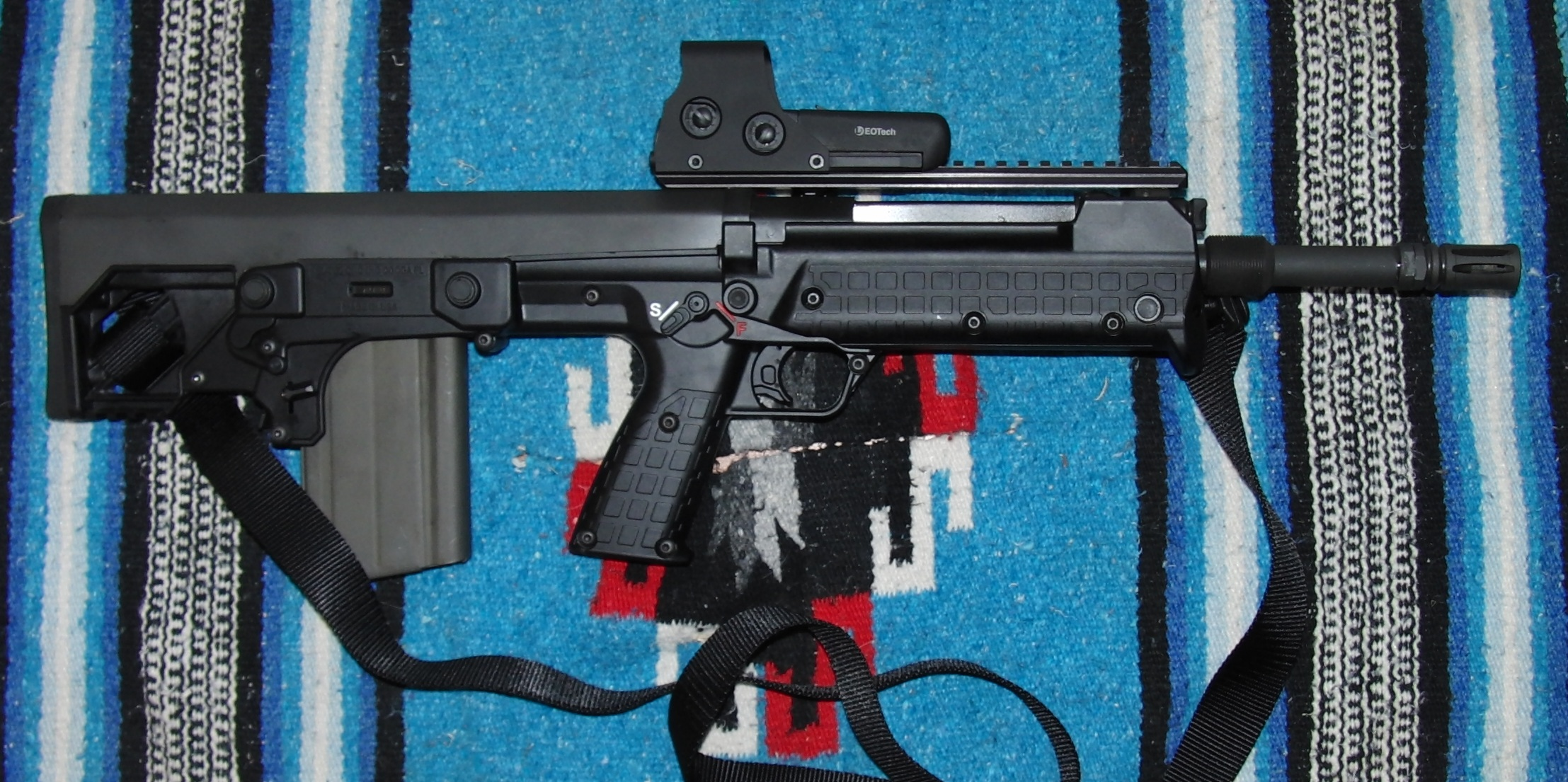
RFB 7.62×51mm, com visão de arma holográfica e estilingue
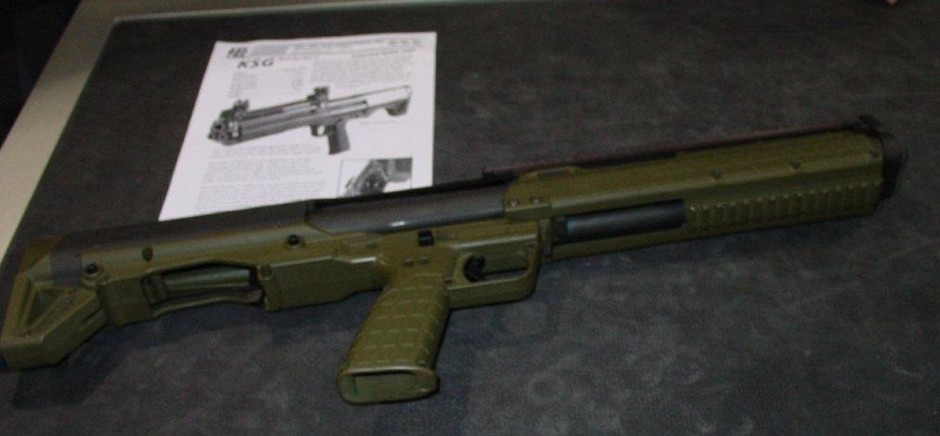
KSG 12 Gauge